# 1821

## Esdeveniments
Països Catalans
- 2 de març - Alcoi (l'Alcoià): s'hi esdevé una revolta obrera.
- agost: Comença una epidèmia de febre groga que afectà la ciutat de Barcelona, i després diverses poblacions portuàries –entre les quals Tortosa, Tarragona i Palma— entre els mesos d'agost i desembre.[1]

Resta del món
- 5 de març - els Estats Units: per segona vegada, investeixen James Monroe president.
- 28 de juliol - el Perú: José de San Martín proclama la independència del país de la Corona espanyola.
- 15 de setembre - Amèrica Central: independència de la Corona espanyola d'Hondures, Nicaragua, Guatemala, el Salvador i Costa Rica.
- 28 de setembre - Ciutat de Mèxic (Mèxic): s'hi signa l'acta d'independència del país de la Corona espanyola.

## Naixements
Països Catalans
- 4 de novembre - Reus (Baix Camp): Antoni de Bofarull i de Brocà, historiador, poeta, novel·lista i dramaturg català (m. 1892).

Resta del món
- 26 de gener, Mota del Marqués, Espanya: Pedro Calvo Asensio, polític, farmacèutic, periodista i dramaturg (m. 1863).
- 3 de febrer, Bristol: Elizabeth Blackwell, primera dona graduada en Medicina dels Estats Units (m. 1910).[2]
- 17 de febrer, Comtat de Sligo, Irlanda: Lola Montez, comtessa de Landsfeld, ballarina i actriu, cortesana i amant de Lluís I de Baviera (m. 1861).[3]
- 16 de març - Berlín: Eduard Heine, matemàtic (m. 1881).
- 19 de març - Torquay, Regne Unit: Richard Francis Burton, cònsol britànic,explorador, traductor i orientalista britànic (m. 1890)[4]
- 24 de març - Frankfurt del Main: Mathilde Marchesi, mezzosoprano i professora de cant alemanya (m. 1913).[5]
- 9 d'abril - París: Charles Baudelaire, poeta i crític francès (m. 1867).[6]
- 1 de maig - Viena: Karl von Scherzer, explorador, diplomàtic i científic austríac.
- 16 de maig - Akatovo, Kaluga, Imperi Rus: Pafnuti Txebixov, matemàtic rus (m. 1894).[7]
- 17 de maig - Londres: Charlotte Sainton-Dolby, contralt, professora de cant i compositora anglesa (m. 1885).[8]
- 25 de maig - Venlo, Regne Unit dels Països Baixos: Henri Alexis Brialmont, enginyer militar i general (m. 1903).[9]
- 26 de juny: Bartolomé Mitre, president de l'Argentina (m. 1906).
- 16 de juliol - Bow, Nou Hampshire (EUA): Mary Baker Eddy, escriptora i fundadora religiosa, notòria per les seves avançades idees sobre l'espiritualitat i la salut, i el seu treball com a fundadora de la ciència cristiana (m. 1910).[10]
- 18 de juliol - París: Pauline Viardot, mezzosoprano francesa (m. 1910).[11]
- 20 de juliol - Heinzendorf: Gregor Mendel, naturalista pare de la genètica (m. 1884).
- 20 d'agost - Gijón: Robustiana Armiño, poeta espanyola (m. 1890).[12]
- 30 d'agost - Laguna, Santa Catarina, Brasil: Anita Garibaldi, cèlebre lluitadora i dona de Giuseppe Garibaldi (m. 1849).[13]
- 13 d'octubre - Estocolm, Suècia: Oscar Byström, compositor i director d'orquestra suec (m. 1909).
- 11 de novembre - Moscou (Imperi Rus): Fiódor Dostoievski escriptor rus (m. 1881).
- 12 de desembre - Rouen, Regne de França: Gustave Flaubert, escriptor francès (m. 1880).[14]
- 24 de desembre - Gabriel García Moreno, president de l'Equador (m. 1875).
- 25 de desembre - Oxford, Massachusetts: Clara Barton, infermera pionera, fundadora de la Creu Roja americana (m. 1912).[15]

## Necrològiques
- Clausthal: Heinrich Leopold Rohrmann, organista i compositor alemany.
- 23 de febrer, Roma, Estats Pontificis: John Keats, poeta en anglès.
- 31 de març, Viena: Josephine Brunsvik, probablement la dona més important en la vida de Beethoven (n. 1779).[16]
- 5 de maig, illa de Santa Helena, Imperi Britànic: Napoleó Bonaparte, estadista francès (n. 1769).[17]
- 19 d'agost, Parísː Marie-Denise Villers, pintora francesa que es va especialitzar en retrats (n. 1774).[18]
- 4 d'octubre, París: Marie-Louise Lachapelle, obstetra francesa.